# Kupferteich (Königsberg)

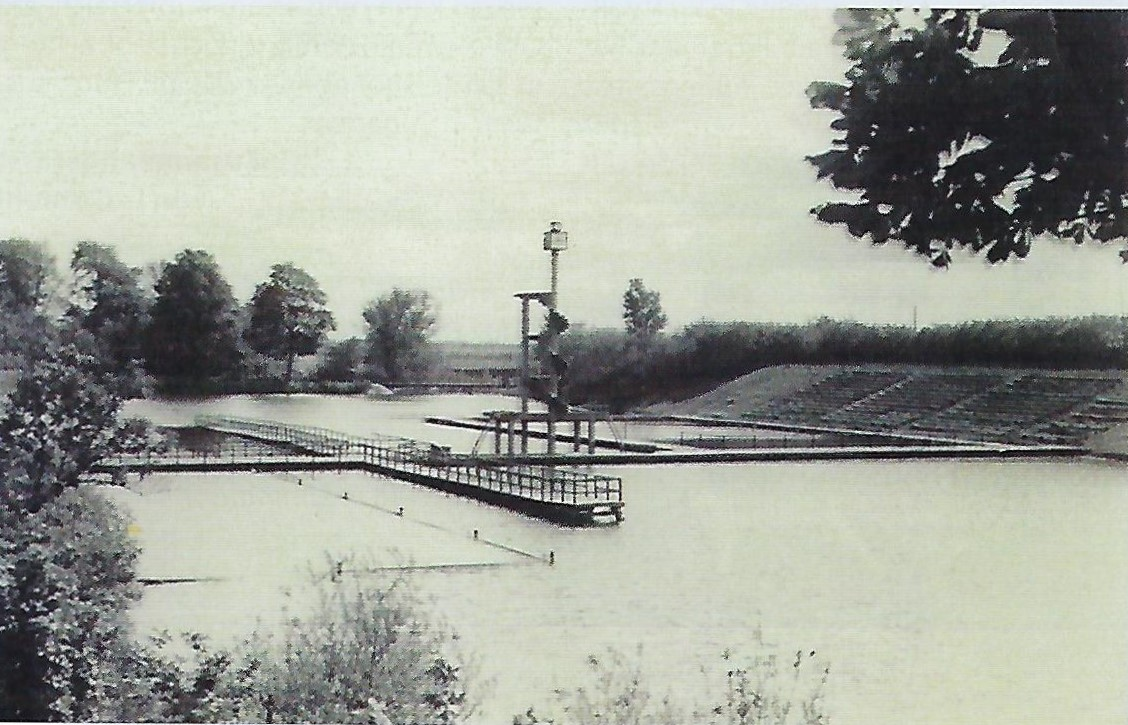
Königsberger Kupferteich (1936)

Der Kupferteich in Königsberg war eine künstliche Stauanlage vor dem Sackheimer Tor in Königsberg.

## Entstehung
Den Namen hatte der Teich von dem einst dort gelegenen Ober- und Unterkupferhammer. Von Wasserkraft angetrieben, waren solche Maschinenhammer vor Erfindung der Dampfmaschine vielfach in Gebrauch. Der Teich wurde in die Fortifikationsbauten Königsberg einbezogen. Bei ihrem Umbau zu Grünanlagen wurde 1925 ein großes Freibad gebaut. Die Wasserfläche betrug 17.000 m2.

## Bedeutung
Für Nichtschwimmer waren 1.500 m2 vorgesehen. Durchschnittlich kamen täglich 1.440, an heißen Tagen 6.000 Besucher. Die Tribüne war mit hochstämmigen Rosen vom Wasser abgetrennt und fasste 1.000 Zuschauer. 800 m2 Holzbrücken führten zu den Startplätzen und zum Sprungturm. Die Sandflächen beliefen sich auf 520 m2, die Rasenflächen auf 8.730 m2 Auf dem ganzen Gelände standen zwei Müllkästen und zwei Papierkörbe. Der „Teich“ war Austragungsort vieler Ostpreußen-Meisterschaften und der Deutschen Schwimmmeisterschaft 1931.

## Heutiger Zustand
Heute sieht man nur ein schmutziges Gewässer und den zerstörten Rest des ehemaligen Sprungturms.